# Vittinkiïta
La vittinkiïta és un mineral de la silicats que pertany al grup de la rodonita. Rep el nom de les mines de ferro de Vittinki, a Finlàndia, la seva localitat tipus.

## Característiques
La vittinkiïta és un silicat de fórmula química MnMn₃Mn[Si₅O15]. Va ser aprovada com a espècie vàlida per l'Associació Mineralògica Internacional el 2019, sent publicada l'any 2020. Cristal·litza en el sistema triclínic. És un mineral dimorf de la piroxmangita, i isostructural amb la rodonita. De fet, algunes mostres de rodonita pobres en calci descrites anteriorment a la publicació d'aquesta espècies seran, probablement, vittinkiïta.
L'exemplar que va servir per a determinar l'espècie, el que es coneix com a material tipus, es troba conservat a les col·leccions del Museu Mineralògic Fersmann, de l'Acadèmia de Ciències de Rússia, a Moscou (Rússia), amb el número de registre: 15061.

## Formació i jaciments
Va ser descoberta a les mines de ferro de Vittinki, situades al municipi de Seinäjoki (Ostrobòtnia del Sud, Finlàndia), on es troba en forma d'agregats granulars massius de color entre rosa i rosa clar, així com a grans tabulars de fins a 2 mm, associada a quars, rodonita, tefroïta i piroxmangita. També ha estat descrita en altres indrets d'Àustria, Grècia, Eslovàquia, Rússia, Austràlia i el Brasil.